# Paranerita suffusa
Paranerita suffusa är en fjärilsart som beskrevs av Rothschild 1909. Paranerita suffusa ingår i släktet Paranerita och familjen björnspinnare. Inga underarter finns listade i Catalogue of Life.